# 格兰特将军国家纪念堂
格兰特将军国家纪念堂，又称格兰特陵园、格兰特墓，是第18任美国总统尤利西斯·辛普森·格兰特（1822-1885）及其妻子朱莉娅·格兰特（1826-1902）的长眠之地。该陵园于1897年落成，位于纽约曼哈顿上城晨边高地社区的河滨公园内，与东南侧的河滨教堂隔河滨道相望。它于1958年起由美国国家公园管理局管理。

## 格兰特纪念协会的设立
1885年7月23日，尤利西斯·辛普森·格兰特因罹患喉癌，于纽约州威尔顿病逝，享年63岁。格兰特病逝后数小时，时任纽约市长的威廉·鲁塞尔·格雷斯致电其遗孀朱莉娅·格兰特，称可以提供纽约市内的土地来安葬格兰特。在这个问题上，格兰特的遗愿是希望能和他妻子葬在一起。由于当时不允许在军人公墓和军事设施内安葬女性，因此按照格兰特的遗愿就无法葬入这类场所。格兰特的家人最终决定将他的遗骸葬在纽约。翌日，格雷斯写信给当时纽约的一些达官显贵，希望得到他们的支持，在纽约市内为格兰特建造一座国家纪念堂：
|  | 先生，您好： 为使纽约成为格兰特将军的长眠之地，欲发起筹款，为这位伟大的战士建造一座国家纪念堂，并在这件事情上做好她的本分工作，现诚邀您加入筹款委员会。该委员会将研究吸引纽约市民为这一目标捐款的方法。另，恳请您拨冗参加28日（星期二）下午3时于市长办公室举行的会议。 |

85名纽约人参加了这个启动会。会议决定成立组织委员会，并分别任命前总统切斯特·艾伦·阿瑟和理查德·西奥多·格林纳为该委员会的主席和秘书长。后来，这一委员会更名为“格兰特纪念协会”。

### 资金
起初，格兰特纪念协会并没有公布纪念堂的结构和具体功能。但是“为格兰特兴建纪念物”这个提议本身就足以吸引广大公众的支持。7月29日——公布提议的次日——西联汇款就捐赠了5000美元。此后，大大小小的捐款接踵而至，许多私人企业亦参与其中：当时消费者煤炭公司（英語：Consumers Coal Company）每出售一吨煤，就从所获利润中捐出37.5美分给纪念协会。在一次内部会议上，前纽约州州长阿隆佐·B·康奈尔提出了100万美元的筹款目标。虽然公众对建造纪念堂的呼声甚高，但州外媒体对筹款工作的负面评价也日益增长，这对早期筹款工作造成了不利影响。克莱县企业报于9月11日刊载了一篇社论，指出：
|  | 我们不曾为纽约出过一分钱，印第安纳州不应为纽约这座富豪之都捐款……如果纽约的亿万财富都不足以维持它自己……那还不如把遗骸安葬在华盛顿或者其它美国城市。 |

反对者声称纪念堂应建在华盛顿。格雷斯则公布了格兰特夫人就“选择纽约作为他丈夫长眠之地”的说明，试图平息争议。
|  | 将我的丈夫格兰特将军安葬在河滨社区是我和我家人的决定。首先，我相信他更喜欢纽约。第二，我现在的住所——也将是我这辈子最后的住所——离那里很近，（将墓设置在那里）会为我将来凭吊它提供便利。第三，我一直相信，并且现在可以肯定地说，（将这座墓放在纽约）会令将来瞻仰它的人数比放在其它任何地方都要多。第四，格兰特唯一的遗愿，是我百年之后能与他同穴，而纽约提供的公园是第一个完全符合该遗愿的地点。 |

然而，反对之声并不仅仅针对于纪念堂的选址。据纽约时报报道，纪念协会的内部管理机制也引起了一些非议：纪念协会的成员皆是当时纽约的顶级富豪，然而他们自己捐出的钱还不及总捐款的一个零头。纽约时报将他们形容为“成天坐在办公室里，就等着签署自愿捐款的收据”的人。在早期，纪念协会甚至连纪念堂的建筑模型都没有，它不断地募集捐款，却没有具体解释这笔捐款会用在什么地方。这很令公众困扰，也削弱了捐款者的积极性。乔安·沃注意到了当时公众的这种感受；在《格兰特：美国英雄，美国迷思》（英語：Grant: American hero American myth）一书中，她写到：
|  | 为什么市民要为一座连形状都是谜的纪念堂掏钱？ |

直到五年以后，协会才提出了明确的建设计划。纪念协会的筹款进度大大落后于预期：第一年（即1885年），协会仅募得111,000美元（约为筹款目标的十分之一）；第二年仅募得10,000美元。如此缓慢的筹款进度令一些担保人选择了退保。

## 设计竞赛

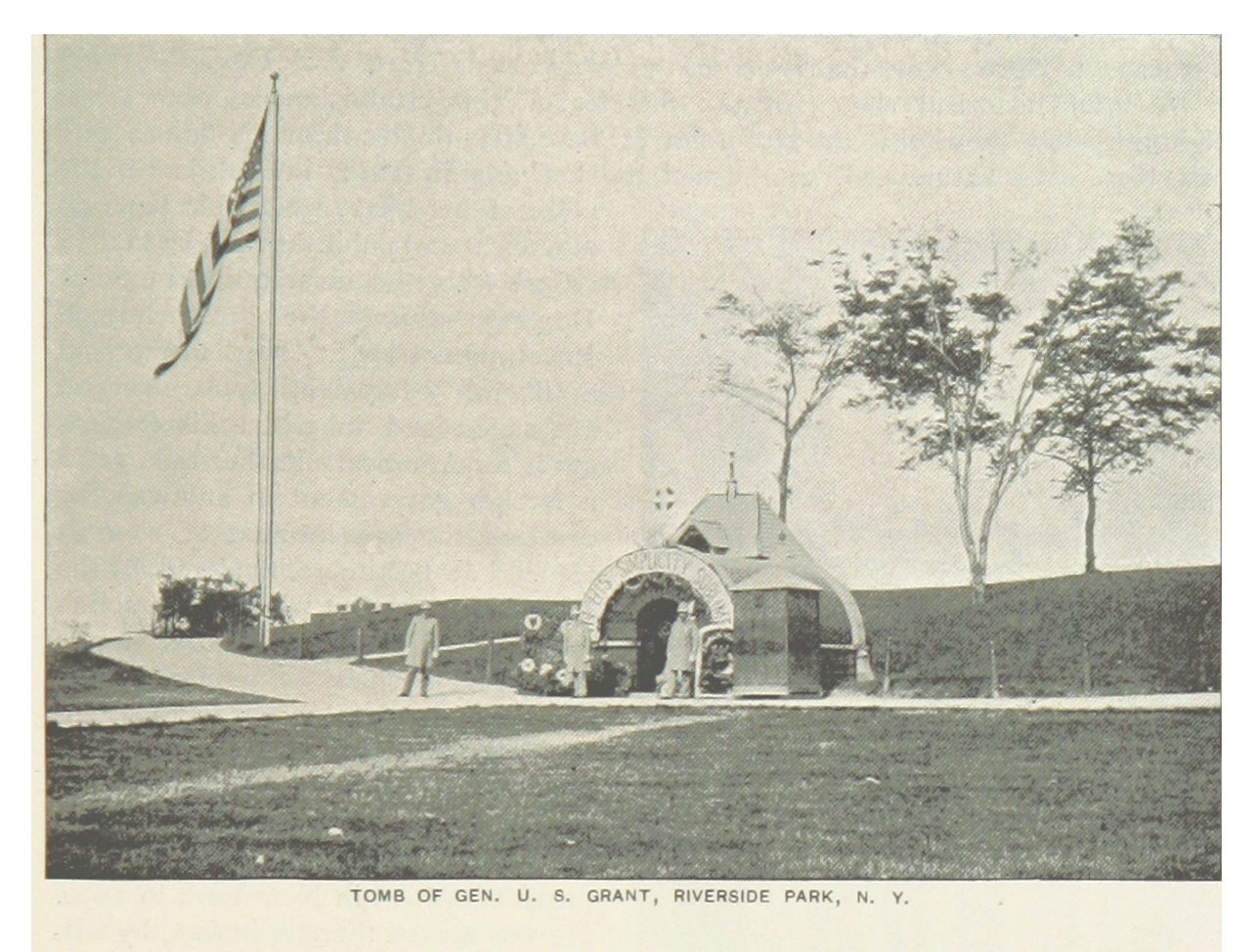
1893年在河滨公园的临时墓

在拖延了一年之后，格兰特纪念协会于1888年2月4日在一份题为《致艺术家、建筑学家和雕塑家》的公告中，公布了设计竞赛的细节。该消息在国内广泛传播，甚至传到了欧洲。在三度推迟之后，所有设计的截止日期，最终被定为1889年1月10日。格兰特纪念协会还重新估算了纪念堂的建造成本——预计建造纪念堂需花费50至100万美元。
第一次设计竞赛收到了65个设计方案，其中42个来自国外。格兰特纪念协会并没有选出最终的获胜者，因此抛出了第二次设计竞赛。1890年4月，格兰特纪念协会从五件参赛作品中，选中了约翰·H·邓肯的设计方案——协会估计这一方案的花费介于496,000至900,000美元之间。邓肯在职业生涯中接手的第一项重要设计是纽堡的华盛顿纪念碑（英語：Washington Monument）、纽堡纪念碑（英語：Newburgh Monument）和胜利塔（英語：Tower of Victory）的设计——这些建筑是为了纪念美国独立战争胜利一百周年（即1883年）而建造的；1887年，他成为建筑联盟成员。邓肯这样描述他的设计目标：“建造一座纪念堂，要让人一眼就看出是一座军人的墓。”他想避免“（纪念堂外观）与住宅相似”，因为它本来就应该是崇敬和尊重的缩影。陵墓的花岗岩外立面与带有波斯元素的摩索拉斯王陵墓相仿，同时也采用了与阿尔卑斯胜利纪念碑类似的爱奥尼柱。墓内格兰特和他妻子朱莉娅的石棺的设计则是基于拿破仑一世在荣军院的石棺。

## 建设

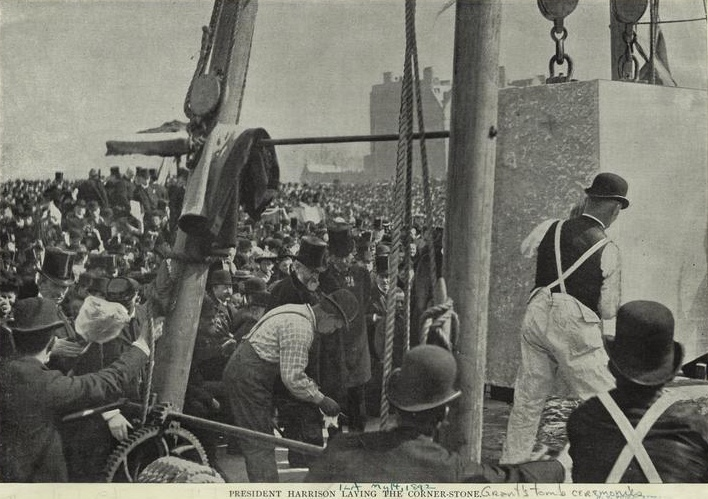
1892年，哈里森總統仪式性地安放了奠基石

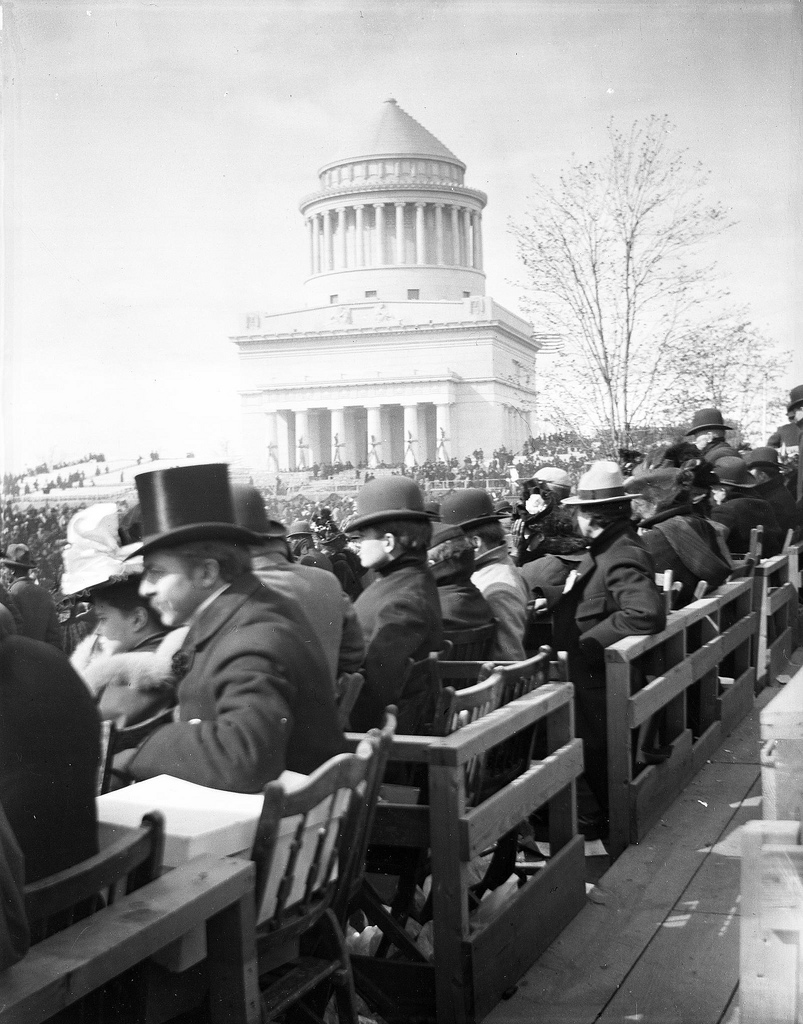
格兰特墓于1897年4月27日落成

1890年，格兰特纪念协会确定了设计方案和建筑师。虽然协会更有组织了，纪念堂的前景也更清晰了，但国会重新展开了关于纪念堂选址的辩论。1890年10月，美国参议员海尔（英語：Hale）推动了一项立法，旨在将石棺安置在华盛顿特区的纪念堂里。虽然该议案未能通过，但它却重启了关于格兰特遗骸安葬地的辩论。奠基仪式计划于1891年4月27日举行。虽然在该日期之前各方仍未商定纪念堂的位置，但奠基仪式依旧如期举行。1891年6月，辩论以“纪念堂应建在纽约”而告终；当月，协会就聘请了约翰·T·布雷迪（英語：John T. Brady）作为承包商。
施工开始于当年夏天，并在八月份完成了初步挖掘。起初施工一直按计划进行，但到了1892年春天，格兰特纪念协会要求邓肯变更设计——因为该协会无法筹集那么多资金。建造还因为1892年的石匠罢工而放慢了速度。1894年之后建造速度加快了，到1896年陵墓的外部工作已接近完成。陵墓建造时创新性地使用了瓜斯塔维诺砖，使得圆形地板可以支撑在楼下中庭的圆周上。
1897年4月17日，格兰特的遗体被悄悄转移到一具重8.5吨的红色花岗岩石棺中，并放进墓中。十天后，即1897年4月27日，纪念堂落成。格兰特生于1822年4月27日，那天正是他诞辰75周年纪念日。作了格兰特近40年妻子的朱莉娅·丹特·格兰特，在五年后，即1902年去世。她的遗体被葬在其夫身边，其石棺也与其夫的相配对。

## 衰落与修复
陵墓开放38年之后的1935年12月，格兰特墓开始了第一次修复工程，当时公共事业振兴署的工人在中庭铺设了新的大理石地板。该署在纪念堂的维护中起到了很大作用。乔安·沃解释说：“在1930年代，陵墓在公共事业振兴署的资金支持下勉强维持。”修复工程开始后不久，适逢旧纽约市邮局拆除，陵墓获赠两座鹰的雕像，装饰在格兰特纪念堂的前面。在1930年代，振兴署的工人完成了好几项工程，包括屋顶修复、电力照明和采暖系统的安装，以及紫色玻璃窗的拆除。匹兹堡平板玻璃公司（英語：Pittsburgh Plate Glass Company）安装了茶色玻璃，以替代原先的紫色玻璃。1930年代末，修复摆放圣物的两个房间的工程开工——房间里的陈列柜摆放着军旗，墙上的壁画描绘的是格兰特参加过的战争。1938年，联邦艺术计划选择艺术家威廉·梅斯（英語：William Mues）和耶诺·贾斯科（英語：Jeno Juszko）来设计内战将领威廉·特库姆塞·舍曼、菲利普·谢里登、乔治·亨利·托马斯、詹姆斯·B·麦克弗森和爱德华·奥德的半身像。振兴署将五座半身像安放在中庭的圆墙内，围绕着石棺。在振兴署完成这些项目之后，格兰特纪念协会在1939年4月27日为格兰特墓举行了一个重张仪式。

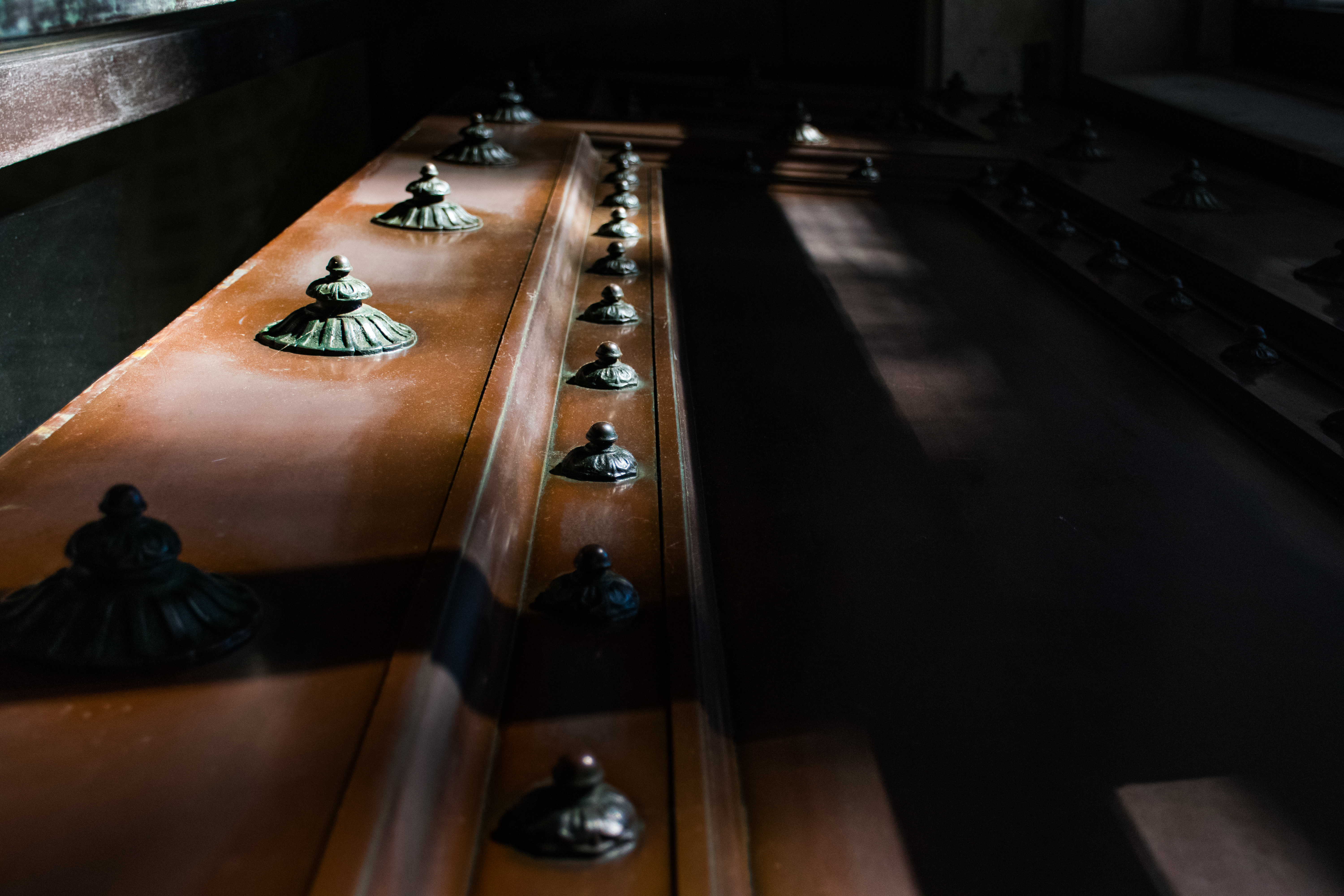
格兰特墓内部细节

1958年，美国国家公园管理局（NPS）获得授权来管理纪念堂。根据NPS自己的一份报告，一位历史学家承认，当NPS一开始获得陵墓的管理权时，他们“对该场所并没有任何计划。”加上20世纪60到90年代纽约市经历了财政困难，导致该场所疏于管理，以至年久失修。到了1970年代，陵墓已经被人为破坏及涂鸦。该市的许多地方，包括时报广场，都处于同样的状况。纪念堂周围堆着垃圾，外面凹进的地方成为吸毒者、流浪者和罪犯的藏身之所。涂鸦布满了墙壁和基座，破坏者随意敲碎砖石。NPS实施了一项计划，把陈列柜从圣物房间移走了。
对纪念堂的破坏一直持续到1990年代初——这时纪念堂开始翻新，并努力修复；1991年，哥伦比亚大学学生及NPS志愿者弗兰克·斯卡图罗，开始为修复陵墓而努力，并将他关心的问题带到了国会。当时，陵墓仍然画满了涂鸦，白天只有三名工人和三名公园管理员巡逻维护，年度预算为235,000美元。斯卡图罗与负责维护格兰特墓的NPS斗争了两年多。他每周递交备忘录，并于1992年夏天递交了一份26页的报告。弗兰克·斯卡图罗试图引导NPS的官僚，但尝试了两年都没有成功。之后，20岁的斯卡图罗公布了一份325页的举报信，并将其递交到了国会和总统。斯卡图罗的努力引起了国家媒体的关注，于是格兰特墓获得了180万美元的维修费用。按照斯卡图罗先生的说法，“举报是最后的手段。”他说：“我只是做了我能做的，因为（除了举报）我没有其它手段……除非放弃这一场所，但这并不是我所能接受的。”陵墓急需翻修。纽约时报的一篇文章阐明了斯卡图罗先生所关注的问题，写道：“陵墓依然不够庄严，也没有得到应有的改进。”斯卡图罗努力暴露纪念堂的窘境，引起了伊利诺伊州两名议员的注意。州参议员朱迪·巴尔·托平卡和州众议员罗恩·劳弗尔发动了一项决议，迫使NPS履行义务，维护和修复格兰特墓。如果NPS没有履行，那么托平卡和劳弗尔则要求将格兰特的遗体转移到伊利诺伊州。参议员托平卡说：“他在哪儿都比在纽约强，但我不是针对纽约；我说的是国家公园管理局。”这项修复要求并没有停留在州的层面上。1994年，美国众议院引入立法，以“精心修复、完成和保户格兰特国家纪念堂及周边区域。”该项众议院立法要求修复工作在1997年4月27日之前完成，以庆祝该墓建成100周年，及格兰特诞辰175周年。1997年4月27日，国会责令的修复工作已经完工，该墓重新开放。格兰特将军的后裔们对陵墓的状况感到震惊，并称赞斯卡图罗为英雄。

## 目前状况

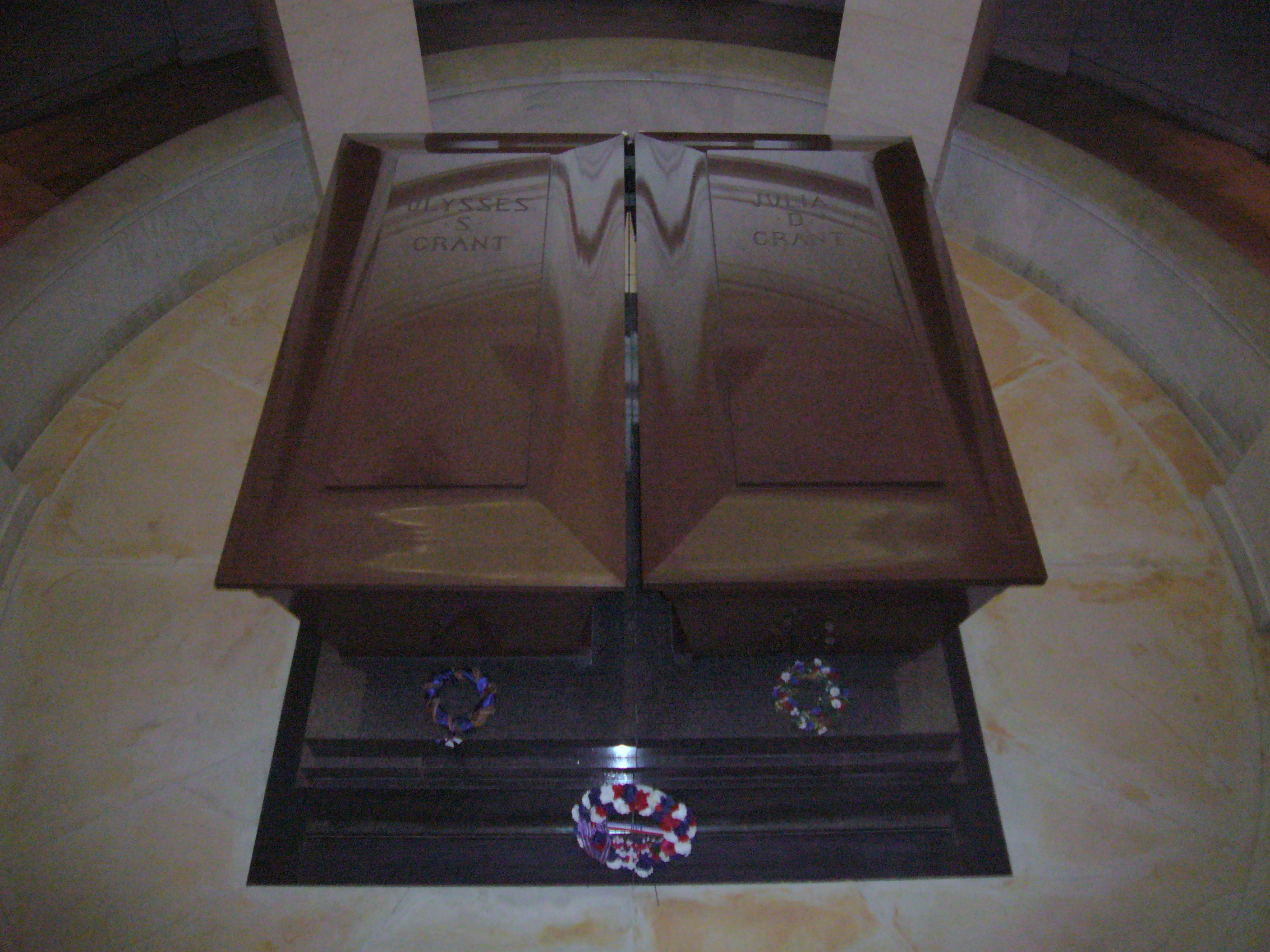
格兰特夫妇的红花岗岩石棺

纪念堂和游客中心每周三至周日对公众免费开放：前者在上午10时至下午5时之间逢偶数小时开放，后者的开放时间为上午9时至下午5时；周一、周二闭馆。游客中心位于纪念堂西侧约100英尺处，包含书店、纪念品商店和盥洗室。此外游客中心还播放与格兰特生平相关的电影。
每年的4月27日，即格兰特诞辰纪念日，纪念堂都会举行仪式为格兰特庆生。

### 公共艺术项目
20世纪70年代，在纪念堂周边建造了一座名为“滚动的长椅”的雕塑。该雕塑由公共艺术项目CITYarts出资，艺术家彼得罗·席尔瓦（英語：Pedro Silva）和建筑师菲利普·但泽（英語：Philip Danzig）设计，并在当地社区数百名儿童的协助下，历时三年建造而成。雕塑由十七张带有彩色马赛克装饰的混凝土长椅组成。2008年夏季，该雕塑在席尔瓦的监督下进行了一次修缮。

## 李鸿章树

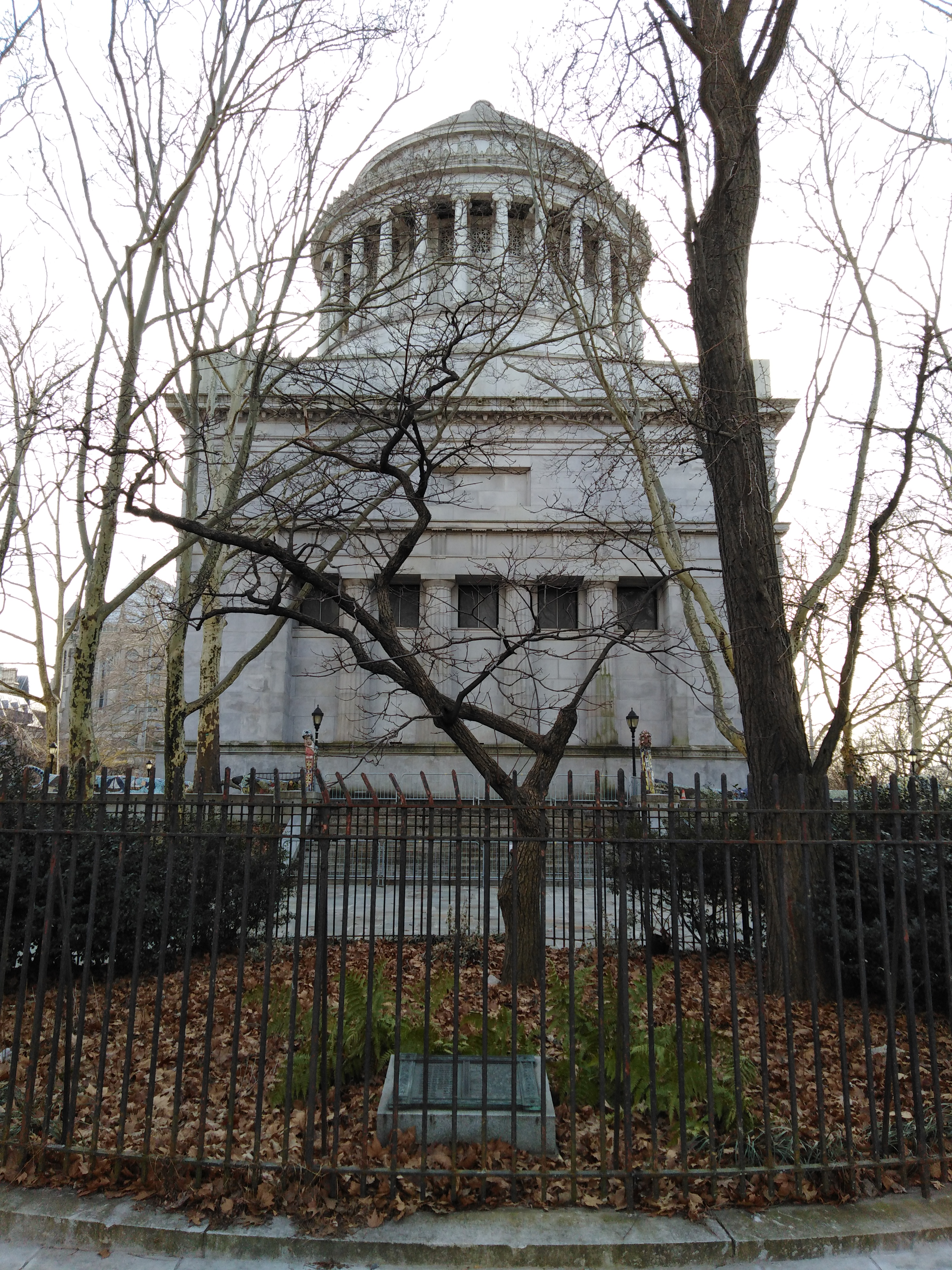
李鸿章托人在格兰特陵园后种下的银杏树（右侧较粗较高者）

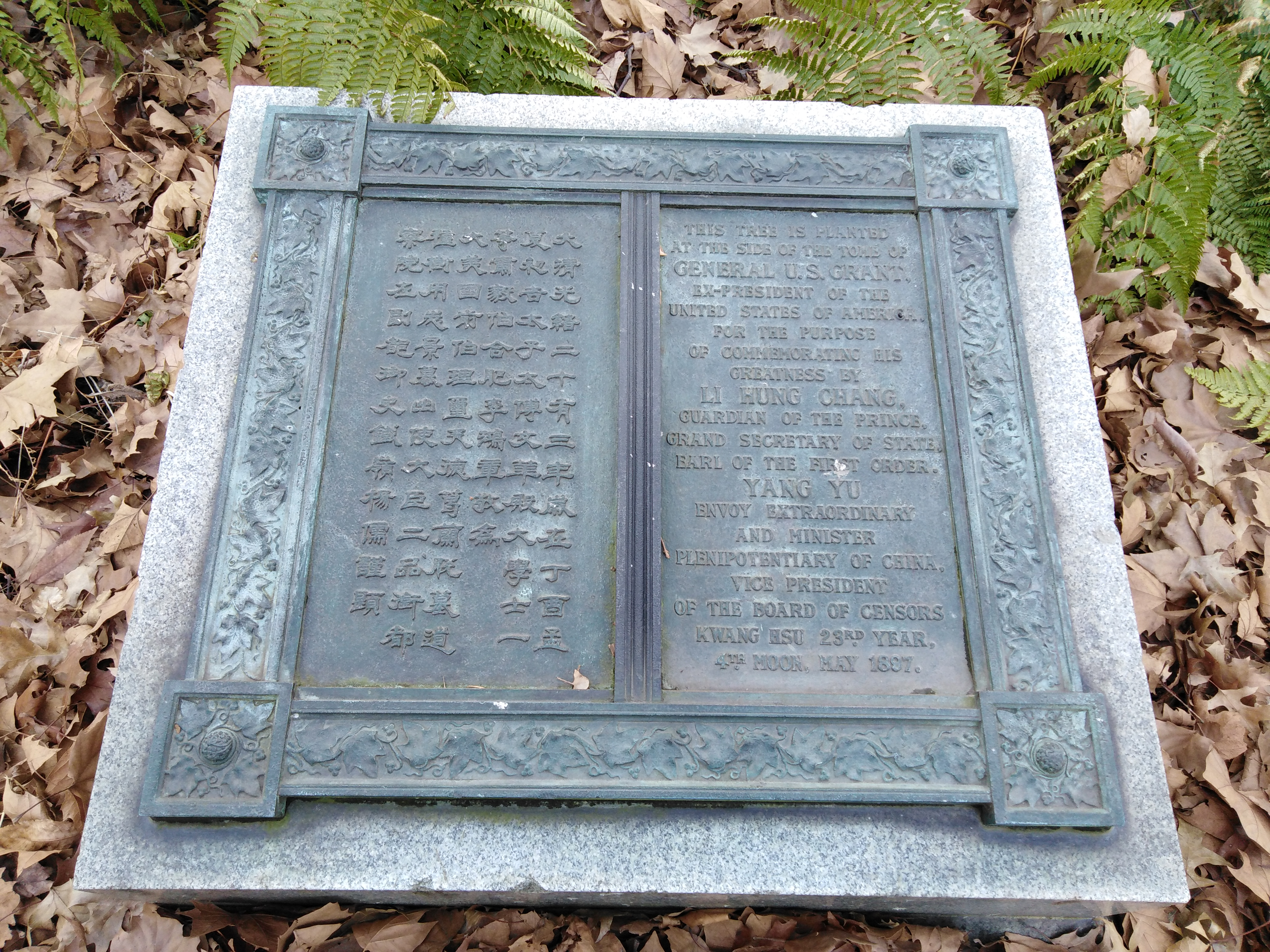
位于格兰特陵园后面，李鸿章树下的铜牌

清朝的李鸿章曾与格兰特私交甚笃。1896年8月30日，李鸿章在出使外国途中凭吊格兰特墓，并决定在墓旁种一棵树。但当时格兰特纪念堂尚未建成，遂将此事委托给时任驻美公使杨儒。1897年4月27日格兰特纪念堂落成，5月6日即举行了一个植树仪式。仪式上，杨儒将一棵7英尺高的、中国特有树种银杏树种在纪念堂后、原先停放格兰特棺木的地方，并在树前放置了一块一米见方的铜牌，为中英双文。左边中文文字为：
大清光绪二十有三年，岁在丁酉，孟夏初吉，太子太傅、文华殿大学士、一等肃毅伯合肥李鸿章，敬为大美国前伯理玺天德葛兰脱墓道种树，用志景慕。出使大臣二品衔、都察院左副都御史铁岭杨儒谨题。
右边英文文字为：
THIS TREE IS PLANTED AT THE SIDE OF THE TOMB OF GENERAL U.S.GRANT, EX-PRESIDENT OF THE UNITED STATES OF AMERICA. FOR THE PURPOSE OF COMMEMORATING HIS GREATNESS BY LI HUNG CHANG, GUARDIAN OF THE PRINCE, GRAND SECRETARY OF STATE, EARL OF THE FIRST ORDER. YANG YU ENVOY EXTRAODINARY AND MINISTER PLENIPOTENTIARY OF CHINA, VICE PRESIDENT OF THE BOARD OF CENSORS KWANG HSU 23RD. YEAR, 4TH. MOON, MAY 1897.
1902年6月12日，《纽约时报》一位热心读者给报社写信，称该树正遭到破坏，并呼吁对其加以保护。数年后，树和铭牌被栏杆围了起来。

## 媒体与流行文化

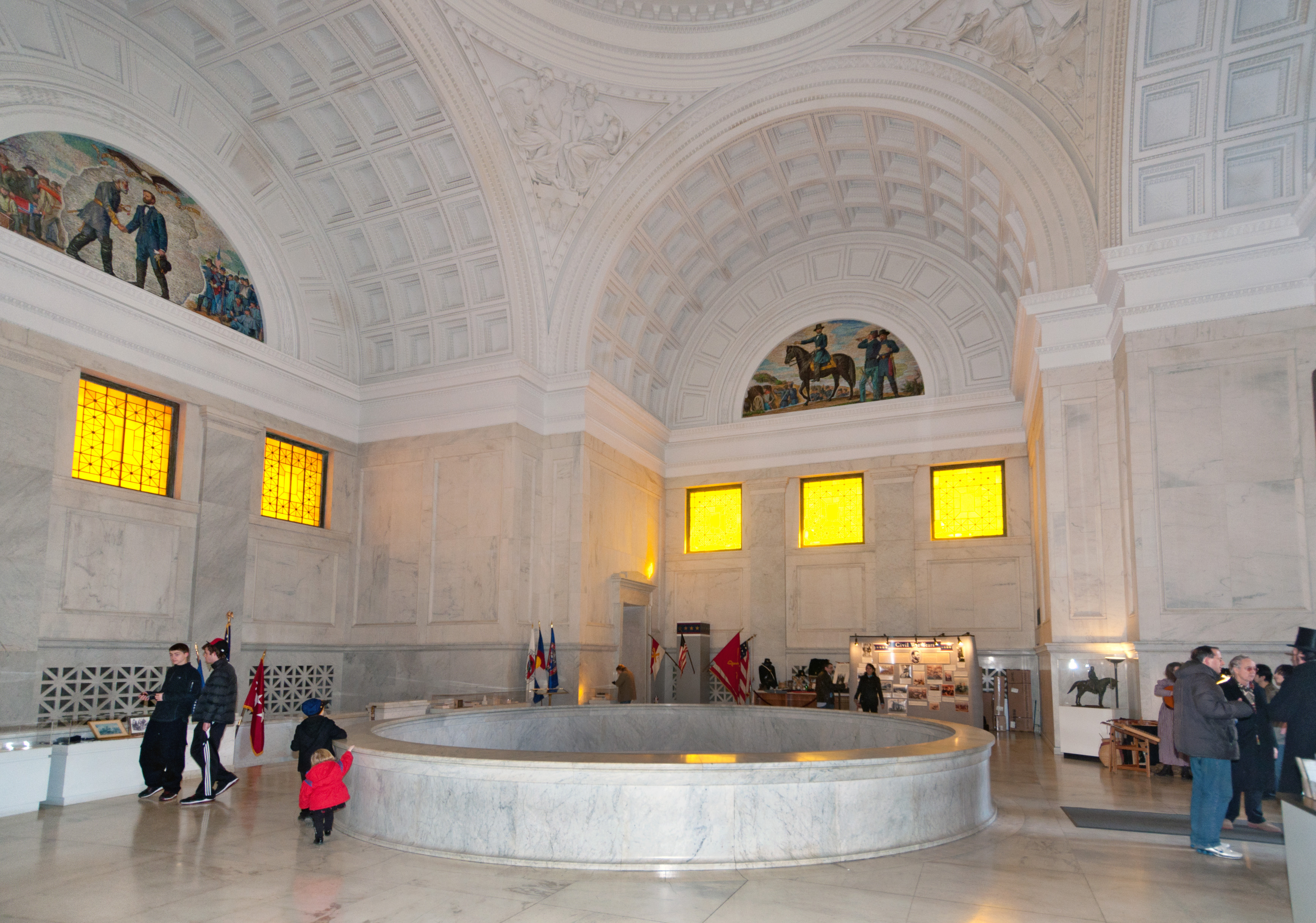
纪念堂内部

- “格兰特墓（英語：Grant's Tomb）”是一支从纽约出道的乐队，其成员是一群训练有素的“带着派对心态的”爵士音乐家。他们“得名于格兰特墓公园”；他们的一个颇受欢迎的乐队聚集地设在距离公园一个街区的地方。[46]
- 在1934年的电影《瘦人》中，尼克·查尔斯（威廉·鲍威尔饰演）抛弃了他的妻子诺拉（玛娜·洛伊饰演）。他将她诱入一辆出租车，然后将门关上，并让司机拉她到格兰特墓。
- 在1947年的乐一通动画片《快兔交通（英语：Rabbit Transit (film)）》中，（这是兔八哥和塞西尔龟（英语：Cecil Turtle）第三次也是最后一次配对出演伊索寓言《龟兔赛跑》）在起跑线上，兔八哥最后一次重复规则。“好吧，博士，你确定路直吗？从这到格兰特墓。而且没有偷工减料！”
- 喜剧演员格劳乔·马克思在他的广播和电视节目《你赌你生活（英语：You Bet Your Life）》上，他经常问参赛者：“格兰特墓里埋葬着谁？”这个脑筋急转弯的关键在于“埋”字。正确答案是“没有人”，因为格兰特夫婦的遺骸在中庭地面上的石棺中，而不是被埋在地下。然而，如果回答者回答“格兰特”，马克思也经常给予安慰奖。除此之外，他还会问其它几个简单问题，以确保节目中人人都能获奖。[47]
- 加州大学弗雷斯诺分校校园里的塞兰德体育馆（英语：Selland Arena）在1980年代的绰号叫“格兰特墓”，因为篮球教练博伊德·格兰特（英語：Boyd Grant）和他的牛头犬队有着突出的主场优势。
- 格兰特墓或其外面会定期举行音乐会。例如Jazzmobile（英语：Jazzmobile）公司一年一度的格兰特墓免费夏季户外移动音乐会（英語：Free Outdoor Summer Mobile Concerts at Grant's Tomb）[48]和一年一度的格兰特墓夏季音乐会（英語：Grant's Tomb SUMMER CONCERT），后者在2009年使得西点军校的西点乐队（英语：West_Point_Band）走红。[49]
- 按照纽约市公园（英语：New York City Department of Parks and Recreation）的说法，“河滨公园一些受欢迎的当地民间艺术与陵墓的严肃性形成了惊人的反差”。[50]